# 托雷村
托雷村，是西班牙拉里奥哈自治区的一个市镇。总面积12平方公里，总人口283人（2001年），人口密度24人/平方公里。